# Наполеонова зеленушка
Наполеоновата зеленушка (Cheilinus undulatus) е вид лъчеперка от семейство Labridae. Видът е застрашен от изчезване.

## Разпространение
Разпространен е в Австралия (Ашмор и Картие, Куинсланд и Лорд Хау), Американска Самоа, Британска индоокеанска територия (Чагос), Вануату, Виетнам, Гуам, Джибути, Египет, Еритрея, Йемен, Израел, Източен Тимор, Индия (Лакшадвип), Индонезия, Камбоджа, Кения, Кирибати (Гилбъртови острови и Лайн), Китай, Кокосови острови, Коморски острови, Мадагаскар, Майот, Малайзия, Малдиви, Малки далечни острови на САЩ (Уейк), Маршалови острови, Мианмар, Микронезия, Мозамбик, Науру, Ниуе, Нова Каледония, Остров Рождество, Острови Кук, Палау, Папуа Нова Гвинея, Параселски острови, Питкерн, Провинции в КНР, Самоа, Саудитска Арабия, Северни Мариански острови, Сейшели, Сингапур, Соломонови острови, Сомалия, Острови Спратли, Судан, Тайван, Тайланд, Танзания, Токелау, Тонга, Тувалу, Уолис и Футуна, Фиджи, Филипини, Френска Полинезия (Туамоту), Хонконг, Шри Ланка и Япония (Рюкю).